# Janusz Termer
Janusz Termer (ur. 11 października 1939 w Warszawie) – literat, krytyk literacki, dziennikarz.

## Życiorys
W 1964 ukończył studia na Uniwersytecie Warszawskim, Wydział Filologii Polskiej. Współpracował z czasopismami literackimi: „Współczesność”, „Kierunki”, „Przegląd Humanistyczny”, „Kultura”, „Miesięcznik Literacki”, „Polonistyka” i in. W latach: 1964-1969 był pracownikiem naukowym Instytutu Książki i Czytelnictwa Biblioteki Narodowej w Warszawie, 1970-1972 doktorantem na Uniwersytecie Warszawskim, 1974-1979 redaktorem naczelnym miesięcznika literackiego „Nowy Wyraz”, 1985-1990 redaktorem naczelnym miesięcznika „Nowe Książki”. Od 1991 współpracownik PAP, dziennika „Nowa Europa”, kwartalnika „Autograf” i innych pism. Od 1971 r. członek ZLP oraz zarządu Stowarzyszenia Kultury Europejskiej (SEC).

## Publikacje książkowe
- Wilhelm Mach, 1978,
- Juliusz Słowacki, Beniowski: poemat, 1991,
- Zesłańcy. Losy zesłańców w prozie Gustawa Herlinga-Grudzińskiego, Aleksandra. Wata, Igora Newerlego, Haliny Auderskiej, Jerzego Krzysztonia i Aleksandra Sołżenicyna, szkic, 1990,
- Wobec wojny. O prozie Zofii Nałkowskiej, Tadeusza Borowskiego, Mirona Białoszewskiego, Stanisława Dygata, Tadeusza Nowaka, szkic, 1990,
- Leksykon poetów, 1997 (wyd. II 1999),
- Leksykon prozaików, 2001, *Leksykon 155 najważniejszych książek świata, 2003;
- Leksykon dramatopisarzy, 2008.

We współpracy z Tomaszem Miłkowskim m.in.:
- Leksykon lektur szkolnych, 1993,
- Słownik postaci literackich, 1998,
- Słownik dzieł i tematów literatury polskiej, 1999 (wyd. IV 2006),
- Uniwersalny słownik literatury, 2006.